# Convolvulus eremophilus
Convolvulus eremophilus är en vindeväxtart som beskrevs av Pierre Edmond Boissier och Buhse. Convolvulus eremophilus ingår i släktet vindor, och familjen vindeväxter. Inga underarter finns listade i Catalogue of Life.